# Coupe féminine de l'UEFA 2005-2006
Navigation
Édition précédente Édition suivante
La Coupe féminine de l'UEFA 2005-2006 est la cinquième édition de la plus importante compétition inter-clubs européenne de football féminin. 
Elle se déroule lors de la saison 2005-2006 et oppose les vainqueurs des différents championnats européens de la saison précédente.
La finale se déroule en une rencontre aller-retour et voit la victoire du FFC Francfort face au FFC Turbine Potsdam, le tenant du titre, sur le score cumulé de sept buts à deux.

## Participants
Le schéma de qualification pour la Coupe féminine de l'UEFA 2005-2006 est identique à celui de la saison précédente :
- le tenant du titre est directement qualifié pour la deuxième phase de groupes,
- les six meilleures associations selon l'UEFA ont leurs clubs champion qualifié directement pour la deuxième phase de groupes,
- les trente-six autres associations présentant un club pour cette compétition passent par une première phase de groupes, pour rejoindre les sept autres équipes.

Contrairement à la Ligue des champions masculine, les fédérations européennes ne présentent pas toutes une équipe, donc le nombre exact d'équipes n'est pas fixé jusqu'à ce que la liste d'accès soit complètement connue.
| Deuxième phase de groupes | Deuxième phase de groupes | Deuxième phase de groupes | Deuxième phase de groupes | Deuxième phase de groupes | Deuxième phase de groupes | Deuxième phase de groupes | Deuxième phase de groupes | Deuxième phase de groupes | Deuxième phase de groupes | Deuxième phase de groupes | Deuxième phase de groupes | Deuxième phase de groupes | Deuxième phase de groupes | Deuxième phase de groupes | Deuxième phase de groupes |
| --- | --- | --- | --- | --- | --- | --- | --- | --- | --- | --- | --- | --- | --- | --- | --- |
| - FFC Turbine Potsdam Champion d'Europe 2004-2005 - FFC Francfort Champion d'Allemagne 2004-2005 - Djurgården/Älvsjö Champion de Suède 2004 - Arsenal LFC Champion d'Angleterre 2004-2005 | - FFC Turbine Potsdam Champion d'Europe 2004-2005 - FFC Francfort Champion d'Allemagne 2004-2005 - Djurgården/Älvsjö Champion de Suède 2004 - Arsenal LFC Champion d'Angleterre 2004-2005 | - FFC Turbine Potsdam Champion d'Europe 2004-2005 - FFC Francfort Champion d'Allemagne 2004-2005 - Djurgården/Älvsjö Champion de Suède 2004 - Arsenal LFC Champion d'Angleterre 2004-2005 | - FFC Turbine Potsdam Champion d'Europe 2004-2005 - FFC Francfort Champion d'Allemagne 2004-2005 - Djurgården/Älvsjö Champion de Suède 2004 - Arsenal LFC Champion d'Angleterre 2004-2005 | - FFC Turbine Potsdam Champion d'Europe 2004-2005 - FFC Francfort Champion d'Allemagne 2004-2005 - Djurgården/Älvsjö Champion de Suède 2004 - Arsenal LFC Champion d'Angleterre 2004-2005 | - FFC Turbine Potsdam Champion d'Europe 2004-2005 - FFC Francfort Champion d'Allemagne 2004-2005 - Djurgården/Älvsjö Champion de Suède 2004 - Arsenal LFC Champion d'Angleterre 2004-2005 | - FFC Turbine Potsdam Champion d'Europe 2004-2005 - FFC Francfort Champion d'Allemagne 2004-2005 - Djurgården/Älvsjö Champion de Suède 2004 - Arsenal LFC Champion d'Angleterre 2004-2005 | - FFC Turbine Potsdam Champion d'Europe 2004-2005 - FFC Francfort Champion d'Allemagne 2004-2005 - Djurgården/Älvsjö Champion de Suède 2004 - Arsenal LFC Champion d'Angleterre 2004-2005 | - Brøndby IF Champion du Danemark 2004-2005 - ŽFK Mašinac PZP Niš Champion de Serbie-et-Monténégro 2004-2005 - Gömrükçü Bakou Champion d'Azerbaïdjan 2004-2005 | - Brøndby IF Champion du Danemark 2004-2005 - ŽFK Mašinac PZP Niš Champion de Serbie-et-Monténégro 2004-2005 - Gömrükçü Bakou Champion d'Azerbaïdjan 2004-2005 | - Brøndby IF Champion du Danemark 2004-2005 - ŽFK Mašinac PZP Niš Champion de Serbie-et-Monténégro 2004-2005 - Gömrükçü Bakou Champion d'Azerbaïdjan 2004-2005 | - Brøndby IF Champion du Danemark 2004-2005 - ŽFK Mašinac PZP Niš Champion de Serbie-et-Monténégro 2004-2005 - Gömrükçü Bakou Champion d'Azerbaïdjan 2004-2005 | - Brøndby IF Champion du Danemark 2004-2005 - ŽFK Mašinac PZP Niš Champion de Serbie-et-Monténégro 2004-2005 - Gömrükçü Bakou Champion d'Azerbaïdjan 2004-2005 | - Brøndby IF Champion du Danemark 2004-2005 - ŽFK Mašinac PZP Niš Champion de Serbie-et-Monténégro 2004-2005 - Gömrükçü Bakou Champion d'Azerbaïdjan 2004-2005 | - Brøndby IF Champion du Danemark 2004-2005 - ŽFK Mašinac PZP Niš Champion de Serbie-et-Monténégro 2004-2005 - Gömrükçü Bakou Champion d'Azerbaïdjan 2004-2005 | - Brøndby IF Champion du Danemark 2004-2005 - ŽFK Mašinac PZP Niš Champion de Serbie-et-Monténégro 2004-2005 - Gömrükçü Bakou Champion d'Azerbaïdjan 2004-2005 |
| Première phase de groupes | | | | | | | | | | | | | | | |
| - ASDCF Bardolino Vérone Champion d'Italie 2004-2005 - Røa IL Champion de Norvège 2004 - Montpellier HSC Champion de France 2004-2005 - FK Lada Togliatti (en) Champion de Russie 2004 - Valur Reykjavik Champion d'Islande 2004 - Athletic Club Champion d'Espagne 2004-2005 - AC Sparta Prague Champion de République tchèque 2004-2005 - SV Saestum Champion des Pays-Bas 2004-2005 - FK Universitet Vitebsk Champion de Biélorussie 2004 - AZS Wrocław Champion de Pologne 2004-2005 - MTK Budapest (en) Champion de Hongrie 2004-2005 - FC United Champion de Finlande 2004 - AE Egina Champion de Grèce 2004-2005 - FCF Lucerne Champion de Suisse 2004-2005 - Glasgow City LFC Champion d'Écosse 2004 - SU 1er Décembre Champion du Portugal 2004-2005 - KÍ Klaksvík Champion des Îles Féroé 2004 - FC Codru Anenii Noi Champion de Moldavie 2004-2005 | - ASDCF Bardolino Vérone Champion d'Italie 2004-2005 - Røa IL Champion de Norvège 2004 - Montpellier HSC Champion de France 2004-2005 - FK Lada Togliatti (en) Champion de Russie 2004 - Valur Reykjavik Champion d'Islande 2004 - Athletic Club Champion d'Espagne 2004-2005 - AC Sparta Prague Champion de République tchèque 2004-2005 - SV Saestum Champion des Pays-Bas 2004-2005 - FK Universitet Vitebsk Champion de Biélorussie 2004 - AZS Wrocław Champion de Pologne 2004-2005 - MTK Budapest (en) Champion de Hongrie 2004-2005 - FC United Champion de Finlande 2004 - AE Egina Champion de Grèce 2004-2005 - FCF Lucerne Champion de Suisse 2004-2005 - Glasgow City LFC Champion d'Écosse 2004 - SU 1er Décembre Champion du Portugal 2004-2005 - KÍ Klaksvík Champion des Îles Féroé 2004 - FC Codru Anenii Noi Champion de Moldavie 2004-2005 | - ASDCF Bardolino Vérone Champion d'Italie 2004-2005 - Røa IL Champion de Norvège 2004 - Montpellier HSC Champion de France 2004-2005 - FK Lada Togliatti (en) Champion de Russie 2004 - Valur Reykjavik Champion d'Islande 2004 - Athletic Club Champion d'Espagne 2004-2005 - AC Sparta Prague Champion de République tchèque 2004-2005 - SV Saestum Champion des Pays-Bas 2004-2005 - FK Universitet Vitebsk Champion de Biélorussie 2004 - AZS Wrocław Champion de Pologne 2004-2005 - MTK Budapest (en) Champion de Hongrie 2004-2005 - FC United Champion de Finlande 2004 - AE Egina Champion de Grèce 2004-2005 - FCF Lucerne Champion de Suisse 2004-2005 - Glasgow City LFC Champion d'Écosse 2004 - SU 1er Décembre Champion du Portugal 2004-2005 - KÍ Klaksvík Champion des Îles Féroé 2004 - FC Codru Anenii Noi Champion de Moldavie 2004-2005 | - ASDCF Bardolino Vérone Champion d'Italie 2004-2005 - Røa IL Champion de Norvège 2004 - Montpellier HSC Champion de France 2004-2005 - FK Lada Togliatti (en) Champion de Russie 2004 - Valur Reykjavik Champion d'Islande 2004 - Athletic Club Champion d'Espagne 2004-2005 - AC Sparta Prague Champion de République tchèque 2004-2005 - SV Saestum Champion des Pays-Bas 2004-2005 - FK Universitet Vitebsk Champion de Biélorussie 2004 - AZS Wrocław Champion de Pologne 2004-2005 - MTK Budapest (en) Champion de Hongrie 2004-2005 - FC United Champion de Finlande 2004 - AE Egina Champion de Grèce 2004-2005 - FCF Lucerne Champion de Suisse 2004-2005 - Glasgow City LFC Champion d'Écosse 2004 - SU 1er Décembre Champion du Portugal 2004-2005 - KÍ Klaksvík Champion des Îles Féroé 2004 - FC Codru Anenii Noi Champion de Moldavie 2004-2005 | - ASDCF Bardolino Vérone Champion d'Italie 2004-2005 - Røa IL Champion de Norvège 2004 - Montpellier HSC Champion de France 2004-2005 - FK Lada Togliatti (en) Champion de Russie 2004 - Valur Reykjavik Champion d'Islande 2004 - Athletic Club Champion d'Espagne 2004-2005 - AC Sparta Prague Champion de République tchèque 2004-2005 - SV Saestum Champion des Pays-Bas 2004-2005 - FK Universitet Vitebsk Champion de Biélorussie 2004 - AZS Wrocław Champion de Pologne 2004-2005 - MTK Budapest (en) Champion de Hongrie 2004-2005 - FC United Champion de Finlande 2004 - AE Egina Champion de Grèce 2004-2005 - FCF Lucerne Champion de Suisse 2004-2005 - Glasgow City LFC Champion d'Écosse 2004 - SU 1er Décembre Champion du Portugal 2004-2005 - KÍ Klaksvík Champion des Îles Féroé 2004 - FC Codru Anenii Noi Champion de Moldavie 2004-2005 | - ASDCF Bardolino Vérone Champion d'Italie 2004-2005 - Røa IL Champion de Norvège 2004 - Montpellier HSC Champion de France 2004-2005 - FK Lada Togliatti (en) Champion de Russie 2004 - Valur Reykjavik Champion d'Islande 2004 - Athletic Club Champion d'Espagne 2004-2005 - AC Sparta Prague Champion de République tchèque 2004-2005 - SV Saestum Champion des Pays-Bas 2004-2005 - FK Universitet Vitebsk Champion de Biélorussie 2004 - AZS Wrocław Champion de Pologne 2004-2005 - MTK Budapest (en) Champion de Hongrie 2004-2005 - FC United Champion de Finlande 2004 - AE Egina Champion de Grèce 2004-2005 - FCF Lucerne Champion de Suisse 2004-2005 - Glasgow City LFC Champion d'Écosse 2004 - SU 1er Décembre Champion du Portugal 2004-2005 - KÍ Klaksvík Champion des Îles Féroé 2004 - FC Codru Anenii Noi Champion de Moldavie 2004-2005 | - ASDCF Bardolino Vérone Champion d'Italie 2004-2005 - Røa IL Champion de Norvège 2004 - Montpellier HSC Champion de France 2004-2005 - FK Lada Togliatti (en) Champion de Russie 2004 - Valur Reykjavik Champion d'Islande 2004 - Athletic Club Champion d'Espagne 2004-2005 - AC Sparta Prague Champion de République tchèque 2004-2005 - SV Saestum Champion des Pays-Bas 2004-2005 - FK Universitet Vitebsk Champion de Biélorussie 2004 - AZS Wrocław Champion de Pologne 2004-2005 - MTK Budapest (en) Champion de Hongrie 2004-2005 - FC United Champion de Finlande 2004 - AE Egina Champion de Grèce 2004-2005 - FCF Lucerne Champion de Suisse 2004-2005 - Glasgow City LFC Champion d'Écosse 2004 - SU 1er Décembre Champion du Portugal 2004-2005 - KÍ Klaksvík Champion des Îles Féroé 2004 - FC Codru Anenii Noi Champion de Moldavie 2004-2005 | - ASDCF Bardolino Vérone Champion d'Italie 2004-2005 - Røa IL Champion de Norvège 2004 - Montpellier HSC Champion de France 2004-2005 - FK Lada Togliatti (en) Champion de Russie 2004 - Valur Reykjavik Champion d'Islande 2004 - Athletic Club Champion d'Espagne 2004-2005 - AC Sparta Prague Champion de République tchèque 2004-2005 - SV Saestum Champion des Pays-Bas 2004-2005 - FK Universitet Vitebsk Champion de Biélorussie 2004 - AZS Wrocław Champion de Pologne 2004-2005 - MTK Budapest (en) Champion de Hongrie 2004-2005 - FC United Champion de Finlande 2004 - AE Egina Champion de Grèce 2004-2005 - FCF Lucerne Champion de Suisse 2004-2005 - Glasgow City LFC Champion d'Écosse 2004 - SU 1er Décembre Champion du Portugal 2004-2005 - KÍ Klaksvík Champion des Îles Féroé 2004 - FC Codru Anenii Noi Champion de Moldavie 2004-2005 | - CFF Clujana Champion de Roumanie 2004-2005 - UC Dublin AFC Champion d'Irlande 2004-2005 - Glentoran Belfast United Champion d'Irlande du Nord 2004 - Arsenal Kharkiv Champion d'Ukraine 2004-2005 - SV Neulengbach Champion d'Autriche 2004-2005 - KFC Rapide Wezemaal Champion de Belgique 2004-2005 - Maccabi Holon FC Champion d'Israël 2004-2005 - ŽNK Dinamo-Maksimir (en) Champion de Croatie 2004-2005 - Cardiff City LFC Champion du pays de Galles 2004-2005 - Pärnu JK Champion d'Estonie 2004 - ŽNK Krka Champion de Slovénie 2004-2005 - AEK Kokkinochorion Champion de Chypre 2004-2005 - PFA Venglošova Champion de Slovaquie 2004-2005 - ZFK Škiponjat Champion de Macédoine 2004-2005 - ŽNK SFK 2000 Sarajevo Champion de Bosnie-Herzégovine 2004-2005 - Alma KTZH Champion de Kazakhstan 2004 - FC NSA Sofia Champion de Bulgarie 2004-2005 - FK Gintra Universitetas Champion de Lituanie 2004 | - CFF Clujana Champion de Roumanie 2004-2005 - UC Dublin AFC Champion d'Irlande 2004-2005 - Glentoran Belfast United Champion d'Irlande du Nord 2004 - Arsenal Kharkiv Champion d'Ukraine 2004-2005 - SV Neulengbach Champion d'Autriche 2004-2005 - KFC Rapide Wezemaal Champion de Belgique 2004-2005 - Maccabi Holon FC Champion d'Israël 2004-2005 - ŽNK Dinamo-Maksimir (en) Champion de Croatie 2004-2005 - Cardiff City LFC Champion du pays de Galles 2004-2005 - Pärnu JK Champion d'Estonie 2004 - ŽNK Krka Champion de Slovénie 2004-2005 - AEK Kokkinochorion Champion de Chypre 2004-2005 - PFA Venglošova Champion de Slovaquie 2004-2005 - ZFK Škiponjat Champion de Macédoine 2004-2005 - ŽNK SFK 2000 Sarajevo Champion de Bosnie-Herzégovine 2004-2005 - Alma KTZH Champion de Kazakhstan 2004 - FC NSA Sofia Champion de Bulgarie 2004-2005 - FK Gintra Universitetas Champion de Lituanie 2004 | - CFF Clujana Champion de Roumanie 2004-2005 - UC Dublin AFC Champion d'Irlande 2004-2005 - Glentoran Belfast United Champion d'Irlande du Nord 2004 - Arsenal Kharkiv Champion d'Ukraine 2004-2005 - SV Neulengbach Champion d'Autriche 2004-2005 - KFC Rapide Wezemaal Champion de Belgique 2004-2005 - Maccabi Holon FC Champion d'Israël 2004-2005 - ŽNK Dinamo-Maksimir (en) Champion de Croatie 2004-2005 - Cardiff City LFC Champion du pays de Galles 2004-2005 - Pärnu JK Champion d'Estonie 2004 - ŽNK Krka Champion de Slovénie 2004-2005 - AEK Kokkinochorion Champion de Chypre 2004-2005 - PFA Venglošova Champion de Slovaquie 2004-2005 - ZFK Škiponjat Champion de Macédoine 2004-2005 - ŽNK SFK 2000 Sarajevo Champion de Bosnie-Herzégovine 2004-2005 - Alma KTZH Champion de Kazakhstan 2004 - FC NSA Sofia Champion de Bulgarie 2004-2005 - FK Gintra Universitetas Champion de Lituanie 2004 | - CFF Clujana Champion de Roumanie 2004-2005 - UC Dublin AFC Champion d'Irlande 2004-2005 - Glentoran Belfast United Champion d'Irlande du Nord 2004 - Arsenal Kharkiv Champion d'Ukraine 2004-2005 - SV Neulengbach Champion d'Autriche 2004-2005 - KFC Rapide Wezemaal Champion de Belgique 2004-2005 - Maccabi Holon FC Champion d'Israël 2004-2005 - ŽNK Dinamo-Maksimir (en) Champion de Croatie 2004-2005 - Cardiff City LFC Champion du pays de Galles 2004-2005 - Pärnu JK Champion d'Estonie 2004 - ŽNK Krka Champion de Slovénie 2004-2005 - AEK Kokkinochorion Champion de Chypre 2004-2005 - PFA Venglošova Champion de Slovaquie 2004-2005 - ZFK Škiponjat Champion de Macédoine 2004-2005 - ŽNK SFK 2000 Sarajevo Champion de Bosnie-Herzégovine 2004-2005 - Alma KTZH Champion de Kazakhstan 2004 - FC NSA Sofia Champion de Bulgarie 2004-2005 - FK Gintra Universitetas Champion de Lituanie 2004 | - CFF Clujana Champion de Roumanie 2004-2005 - UC Dublin AFC Champion d'Irlande 2004-2005 - Glentoran Belfast United Champion d'Irlande du Nord 2004 - Arsenal Kharkiv Champion d'Ukraine 2004-2005 - SV Neulengbach Champion d'Autriche 2004-2005 - KFC Rapide Wezemaal Champion de Belgique 2004-2005 - Maccabi Holon FC Champion d'Israël 2004-2005 - ŽNK Dinamo-Maksimir (en) Champion de Croatie 2004-2005 - Cardiff City LFC Champion du pays de Galles 2004-2005 - Pärnu JK Champion d'Estonie 2004 - ŽNK Krka Champion de Slovénie 2004-2005 - AEK Kokkinochorion Champion de Chypre 2004-2005 - PFA Venglošova Champion de Slovaquie 2004-2005 - ZFK Škiponjat Champion de Macédoine 2004-2005 - ŽNK SFK 2000 Sarajevo Champion de Bosnie-Herzégovine 2004-2005 - Alma KTZH Champion de Kazakhstan 2004 - FC NSA Sofia Champion de Bulgarie 2004-2005 - FK Gintra Universitetas Champion de Lituanie 2004 | - CFF Clujana Champion de Roumanie 2004-2005 - UC Dublin AFC Champion d'Irlande 2004-2005 - Glentoran Belfast United Champion d'Irlande du Nord 2004 - Arsenal Kharkiv Champion d'Ukraine 2004-2005 - SV Neulengbach Champion d'Autriche 2004-2005 - KFC Rapide Wezemaal Champion de Belgique 2004-2005 - Maccabi Holon FC Champion d'Israël 2004-2005 - ŽNK Dinamo-Maksimir (en) Champion de Croatie 2004-2005 - Cardiff City LFC Champion du pays de Galles 2004-2005 - Pärnu JK Champion d'Estonie 2004 - ŽNK Krka Champion de Slovénie 2004-2005 - AEK Kokkinochorion Champion de Chypre 2004-2005 - PFA Venglošova Champion de Slovaquie 2004-2005 - ZFK Škiponjat Champion de Macédoine 2004-2005 - ŽNK SFK 2000 Sarajevo Champion de Bosnie-Herzégovine 2004-2005 - Alma KTZH Champion de Kazakhstan 2004 - FC NSA Sofia Champion de Bulgarie 2004-2005 - FK Gintra Universitetas Champion de Lituanie 2004 | - CFF Clujana Champion de Roumanie 2004-2005 - UC Dublin AFC Champion d'Irlande 2004-2005 - Glentoran Belfast United Champion d'Irlande du Nord 2004 - Arsenal Kharkiv Champion d'Ukraine 2004-2005 - SV Neulengbach Champion d'Autriche 2004-2005 - KFC Rapide Wezemaal Champion de Belgique 2004-2005 - Maccabi Holon FC Champion d'Israël 2004-2005 - ŽNK Dinamo-Maksimir (en) Champion de Croatie 2004-2005 - Cardiff City LFC Champion du pays de Galles 2004-2005 - Pärnu JK Champion d'Estonie 2004 - ŽNK Krka Champion de Slovénie 2004-2005 - AEK Kokkinochorion Champion de Chypre 2004-2005 - PFA Venglošova Champion de Slovaquie 2004-2005 - ZFK Škiponjat Champion de Macédoine 2004-2005 - ŽNK SFK 2000 Sarajevo Champion de Bosnie-Herzégovine 2004-2005 - Alma KTZH Champion de Kazakhstan 2004 - FC NSA Sofia Champion de Bulgarie 2004-2005 - FK Gintra Universitetas Champion de Lituanie 2004 | - CFF Clujana Champion de Roumanie 2004-2005 - UC Dublin AFC Champion d'Irlande 2004-2005 - Glentoran Belfast United Champion d'Irlande du Nord 2004 - Arsenal Kharkiv Champion d'Ukraine 2004-2005 - SV Neulengbach Champion d'Autriche 2004-2005 - KFC Rapide Wezemaal Champion de Belgique 2004-2005 - Maccabi Holon FC Champion d'Israël 2004-2005 - ŽNK Dinamo-Maksimir (en) Champion de Croatie 2004-2005 - Cardiff City LFC Champion du pays de Galles 2004-2005 - Pärnu JK Champion d'Estonie 2004 - ŽNK Krka Champion de Slovénie 2004-2005 - AEK Kokkinochorion Champion de Chypre 2004-2005 - PFA Venglošova Champion de Slovaquie 2004-2005 - ZFK Škiponjat Champion de Macédoine 2004-2005 - ŽNK SFK 2000 Sarajevo Champion de Bosnie-Herzégovine 2004-2005 - Alma KTZH Champion de Kazakhstan 2004 - FC NSA Sofia Champion de Bulgarie 2004-2005 - FK Gintra Universitetas Champion de Lituanie 2004 |

## Calendrier
| Nom                              | Date aller                       | Date retour                      | Équipes participantes            | Équipes restantes                |                                  |
| Première phase de groupes (2005) | Première phase de groupes (2005) | Première phase de groupes (2005) | Première phase de groupes (2005) | Première phase de groupes (2005) | Première phase de groupes (2005) |
| -------------------------------- | -------------------------------- | -------------------------------- | -------------------------------- | -------------------------------- | -------------------------------- |
| Première phase de groupes        | du 9 au 13 août                  | du 9 au 13 août                  | 36                               | 16                               |                                  |
| Deuxième phase de groupes (2005) |                                  |                                  |                                  |                                  |                                  |
| Deuxième phase de groupes        | du 13 au 17 septembre            | du 13 au 17 septembre            | 16                               | 8                                |                                  |
| Phase finale (2005-2006)         |                                  |                                  |                                  |                                  |                                  |
| Quarts de finale                 | 8-11 octobre                     | 15-19 octobre                    | 8                                | 4                                |                                  |
| Demi-finale                      | 20 avril                         | 26-27 avril                      | 4                                | 2                                |                                  |
| Finale                           | 20 mai                           | 27 mai                           | 2                                | 1                                |                                  |

## Première phase de groupes

### Groupe A
Les matchs se déroulent à Sintra au Portugal.
| Rang | Équipe                   | Pts | J | G | N | P | Bp | Bc | Diff |
| ---- | ------------------------ | --- | - | - | - | - | -- | -- | ---- |
| 1    | Montpellier HSC          | 9   | 3 | 3 | 0 | 0 | 11 | 0  | +11  |
| 2    | SU 1er Décembre          | 6   | 3 | 2 | 0 | 1 | 10 | 1  | +9   |
| 3    | Cardiff City LFC         | 3   | 3 | 1 | 0 | 2 | 3  | 5  | -2   |
| 4    | Glentoran Belfast United | 0   | 3 | 0 | 0 | 3 | 0  | 18 | -18  |

| Résultats (▼dom., ►ext.) |  |     |     |     |
| SU 1er Décembre          |  | 3-0 | 7-0 | 0-1 |
| Cardiff City LFC         |  |     | 3-0 | 0-2 |
| Glentoran Belfast United |  |     |     | 0-8 |
| Montpellier HSC          |  |     |     |     |

### Groupe B
Les matchs se déroulent à Maksimir en Croatie.
| Rang | Équipe                   | Pts | J | G | N | P | Bp | Bc | Diff |
| ---- | ------------------------ | --- | - | - | - | - | -- | -- | ---- |
| 1    | SV Neulengbach           | 7   | 3 | 2 | 1 | 0 | 10 | 2  | +8   |
| 2    | ASDCF Bardolino Vérone   | 7   | 3 | 2 | 1 | 0 | 5  | 0  | +5   |
| 3    | UC Dublin AFC            | 3   | 3 | 1 | 0 | 2 | 3  | 7  | -4   |
| 4    | ŽNK Dinamo-Maksimir (en) | 0   | 3 | 0 | 0 | 3 | 1  | 10 | -9   |

| Résultats (▼dom., ►ext.) |  |     |     |     |
| ASDCF Bardolino Vérone   |  | 2-0 | 3-0 | 0-0 |
| UC Dublin AFC            |  |     | 2-0 | 1-5 |
| ŽNK Dinamo-Maksimir (en) |  |     |     | 1-5 |
| SV Neulengbach           |  |     |     |     |

### Groupe C
Les matchs se déroulent à Zeist aux Pays-Bas.
| Rang | Équipe              | Pts | J | G | N | P | Bp | Bc | Diff |
| ---- | ------------------- | --- | - | - | - | - | -- | -- | ---- |
| 1    | SV Saestum          | 7   | 3 | 2 | 1 | 0 | 10 | 2  | +8   |
| 2    | Athletic Club       | 7   | 3 | 2 | 1 | 0 | 10 | 3  | +7   |
| 3    | KFC Rapide Wezemaal | 3   | 3 | 1 | 0 | 2 | 6  | 6  | 0    |
| 4    | Glasgow City LFC    | 0   | 3 | 0 | 0 | 3 | 3  | 18 | -15  |

| Résultats (▼dom., ►ext.) |  |     |     |     |
| Athletic Club            |  | 6-2 | 1-1 | 3-0 |
| Glasgow City LFC         |  |     | 0-7 | 1-5 |
| SV Saestum               |  |     |     | 2-1 |
| KFC Rapide Wezemaal      |  |     |     |     |

### Groupe D
Les matchs se déroulent à Jakobstad en Finlande.
| Rang | Équipe          | Pts | J | G | N | P | Bp | Bc | Diff |
| ---- | --------------- | --- | - | - | - | - | -- | -- | ---- |
| 1    | Valur Reykjavik | 9   | 3 | 3 | 0 | 0 | 14 | 3  | +11  |
| 2    | Røa IL          | 6   | 3 | 2 | 0 | 1 | 13 | 7  | +6   |
| 3    | FC United       | 3   | 3 | 1 | 0 | 2 | 5  | 5  | 0    |
| 4    | Pärnu JK        | 0   | 3 | 0 | 0 | 3 | 2  | 19 | -17  |

| Résultats (▼dom., ►ext.) |  |     |     |     |
| Pärnu JK                 |  | 1-9 | 0-2 | 1-8 |
| Røa IL                   |  |     | 3-2 | 1-4 |
| FC United                |  |     |     | 1-2 |
| Valur Reykjavik          |  |     |     |     |

### Groupe E
Les matchs se déroulent à Struga en Macédoine.
| Rang | Équipe         | Pts | J | G | N | P | Bp | Bc | Diff |
| ---- | -------------- | --- | - | - | - | - | -- | -- | ---- |
| 1    | FCF Lucerne    | 9   | 3 | 3 | 0 | 0 | 16 | 1  | +15  |
| 2    | Codru Chişinău | 6   | 3 | 2 | 0 | 1 | 8  | 6  | +2   |
| 3    | KÍ Klaksvík    | 1   | 3 | 0 | 1 | 2 | 3  | 10 | -7   |
| 4    | ZFK Škiponjat  | 1   | 3 | 0 | 1 | 2 | 2  | 12 | -10  |

| Résultats (▼dom., ►ext.) |  |     |     |     |
| Codru Chişinău           |  | 4-1 | 0-4 | 4-1 |
| KÍ Klaksvík              |  |     | 1-5 | 1-1 |
| FCF Lucerne              |  |     |     | 7-0 |
| ZFK Škiponjat            |  |     |     |     |

### Groupe F
Les matchs se déroulent à Prague en République tchèque.
| Rang | Équipe                  | Pts | J | G | N | P | Bp | Bc | Diff |
| ---- | ----------------------- | --- | - | - | - | - | -- | -- | ---- |
| 1    | AC Sparta Prague        | 7   | 3 | 2 | 1 | 0 | 12 | 1  | +11  |
| 2    | FK Universitet Vitebsk  | 4   | 3 | 1 | 1 | 1 | 4  | 5  | -1   |
| 3    | CFF Clujana             | 3   | 3 | 0 | 3 | 0 | 5  | 5  | 0    |
| 4    | FK Gintra Universitetas | 1   | 3 | 0 | 1 | 2 | 2  | 12 | -10  |

| Résultats (▼dom., ►ext.) |  |     |     |     |
| CFF Clujana              |  | 2-2 | 1-1 | 2-2 |
| FK Gintra Universitetas  |  |     | 0-8 | 0-2 |
| AC Sparta Prague         |  |     |     | 3-0 |
| FK Universitet Vitebsk   |  |     |     |     |

### Groupe G
Les matchs se déroulent à Wrocław en Pologne.
| Rang | Équipe             | Pts | J | G | N | P | Bp | Bc | Diff |
| ---- | ------------------ | --- | - | - | - | - | -- | -- | ---- |
| 1    | AZS Wrocław        | 9   | 3 | 3 | 0 | 0 | 17 | 0  | +17  |
| 2    | Arsenal Kharkiv    | 6   | 3 | 2 | 0 | 1 | 28 | 6  | +22  |
| 3    | Maccabi Holon FC   | 3   | 3 | 1 | 0 | 2 | 7  | 9  | -2   |
| 4    | AEK Kokkinochorion | 0   | 3 | 0 | 0 | 3 | 0  | 37 | -37  |

| Résultats (▼dom., ►ext.) |  |     |      |      |
| Maccabi Holon FC         |  | 1-8 | 6-0  | 0-1  |
| Arsenal Kharkiv          |  |     | 20-0 | 0-5  |
| AEK Kokkinochorion       |  |     |      | 0-11 |
| AZS Wrocław              |  |     |      |      |

### Groupe H
Les matchs se déroulent à Sarajevo en Bosnie-Herzégovine.
| Rang | Équipe                 | Pts | J | G | N | P | Bp | Bc | Diff |
| ---- | ---------------------- | --- | - | - | - | - | -- | -- | ---- |
| 1    | FK Lada Togliatti (en) | 9   | 3 | 3 | 0 | 0 | 14 | 0  | +14  |
| 2    | ŽNK SFK 2000 Sarajevo  | 6   | 3 | 2 | 0 | 1 | 2  | 3  | -1   |
| 3    | PFA Venglošova         | 3   | 3 | 1 | 0 | 2 | 4  | 8  | -4   |
| 4    | ŽNK Krka               | 0   | 3 | 0 | 0 | 3 | 1  | 10 | -9   |

| Résultats (▼dom., ►ext.) |  |     |     |     |
| PFA Venglošova           |  | 0-6 | 4-1 | 0-1 |
| FK Lada Togliatti (en)   |  |     | 5-0 | 3-0 |
| ŽNK Krka                 |  |     |     | 0-1 |
| ŽNK SFK 2000 Sarajevo    |  |     |     |     |

### Groupe I
Les matchs se déroulent à Sofia en Bulgarie.
| Rang | Équipe            | Pts | J | G | N | P | Bp | Bc | Diff |
| ---- | ----------------- | --- | - | - | - | - | -- | -- | ---- |
| 1    | Alma KTZH         | 6   | 3 | 2 | 0 | 1 | 10 | 3  | +7   |
| 2    | FC NSA Sofia      | 4   | 3 | 1 | 1 | 1 | 4  | 7  | -3   |
| 3    | AE Egina          | 4   | 3 | 1 | 1 | 1 | 6  | 7  | -1   |
| 4    | MTK Budapest (en) | 2   | 3 | 0 | 2 | 1 | 3  | 6  | -3   |

| Résultats (▼dom., ►ext.) |  |     |     |     |
| AE Egina                 |  | 3-2 | 2-2 | 1-3 |
| Alma KTZH                |  |     | 3-0 | 5-0 |
| MTK Budapest (en)        |  |     |     | 1-1 |
| FC NSA Sofia             |  |     |     |     |

## Deuxième phase de groupes

### Groupe A
Les matchs se déroulent à Montpellier en France.
| Rang | Équipe              | Pts | J | G | N | P | Bp | Bc | Diff |
| ---- | ------------------- | --- | - | - | - | - | -- | -- | ---- |
| 1    | FFC Turbine Potsdam | 7   | 3 | 2 | 1 | 0 | 14 | 1  | +13  |
| 2    | Montpellier HSC     | 7   | 3 | 2 | 1 | 0 | 6  | 1  | +5   |
| 3    | SV Saestum          | 3   | 3 | 1 | 0 | 2 | 5  | 7  | -2   |
| 4    | SV Neulengbach      | 0   | 3 | 0 | 0 | 3 | 4  | 20 | -16  |

| Résultats (▼dom., ►ext.) |  |     |     |      |
| Montpellier HSC          |  | 4-0 | 2-1 | 0-0  |
| SV Neulengbach           |  |     | 3-4 | 1-12 |
| SV Saestum               |  |     |     | 0-2  |
| FFC Turbine Potsdam      |  |     |     |      |

### Groupe B
Les matchs se déroulent à Djurgården en Suède.
| Rang | Équipe              | Pts | J | G | N | P | Bp | Bc | Diff |
| ---- | ------------------- | --- | - | - | - | - | -- | -- | ---- |
| 1    | Djurgården/Älvsjö   | 9   | 3 | 3 | 0 | 0 | 12 | 1  | +11  |
| 2    | Valur Reykjavik     | 6   | 3 | 2 | 0 | 1 | 12 | 2  | +10  |
| 3    | Alma KTZH           | 3   | 3 | 1 | 0 | 2 | 5  | 14 | -9   |
| 4    | ŽFK Mašinac PZP Niš | 0   | 3 | 0 | 0 | 3 | 3  | 15 | -12  |

| Résultats (▼dom., ►ext.) |  |     |     |     |
| Alma KTZH                |  | 0-3 | 5-3 | 0-8 |
| Djurgården/Älvsjö        |  |     | 7-0 | 2-1 |
| ŽFK Mašinac PZP Niš      |  |     |     | 0-3 |
| Valur Reykjavik          |  |     |     |     |

### Groupe C
Les matchs se déroulent à Lucerne en Suisse.
| Rang | Équipe           | Pts | J | G | N | P | Bp | Bc | Diff |
| ---- | ---------------- | --- | - | - | - | - | -- | -- | ---- |
| 1    | FFC Francfort    | 7   | 3 | 2 | 1 | 0 | 16 | 2  | +14  |
| 2    | AC Sparta Prague | 7   | 3 | 2 | 1 | 0 | 5  | 1  | +4   |
| 3    | FCF Lucerne      | 3   | 3 | 1 | 0 | 2 | 5  | 5  | 0    |
| 4    | Gömrükçü Bakou   | 0   | 3 | 0 | 0 | 3 | 1  | 19 | -18  |

| Résultats (▼dom., ►ext.) |  |      |     |     |
| Gömrükçü Bakou           |  | 1-11 | 0-5 | 0-3 |
| FFC Francfort            |  |      | 4-0 | 1-1 |
| FCF Lucerne              |  |      |     | 0-1 |
| AC Sparta Prague         |  |      |     |     |

### Groupe D
Les matchs se déroulent à Brondby au Danemark.
| Rang | Équipe                 | Pts | J | G | N | P | Bp | Bc | Diff |
| ---- | ---------------------- | --- | - | - | - | - | -- | -- | ---- |
| 1    | Brøndby IF             | 9   | 3 | 3 | 0 | 0 | 6  | 1  | +5   |
| 2    | Arsenal LFC            | 6   | 3 | 2 | 0 | 1 | 4  | 2  | +2   |
| 3    | FK Lada Togliatti (en) | 1   | 3 | 0 | 1 | 2 | 3  | 6  | -3   |
| 4    | AZS Wrocław            | 1   | 3 | 0 | 1 | 2 | 5  | 9  | -4   |

| Résultats (▼dom., ►ext.) |  |     |     |     |
| Arsenal LFC              |  | 0-1 | 1-0 | 3-1 |
| Brøndby IF               |  |     | 2-0 | 3-1 |
| FK Lada Togliatti (en)   |  |     |     | 3-3 |
| AZS Wrocław              |  |     |     |     |

## Phase finale

### Tableau
|  | Quarts de finale      | Quarts de finale     | Quarts de finale     | Quarts de finale     |                     |                     | Demi-finales        | Demi-finales        | Demi-finales        | Demi-finales        |  |  | Finale            | Finale            | Finale            | Finale            |
|  |                       |                      |                      |                      |                     |                     |                     |                     |                     |                     |  |  |                   |                   |                   |                   |
|  | 8 et 15 octobre 2005  | 8 et 15 octobre 2005 | 8 et 15 octobre 2005 | 8 et 15 octobre 2005 |                     |                     | 20 et 26 avril 2006 | 20 et 26 avril 2006 | 20 et 26 avril 2006 | 20 et 26 avril 2006 |  |  | 20 et 27 mai 2006 | 20 et 27 mai 2006 | 20 et 27 mai 2006 | 20 et 27 mai 2006 |
|  | 8 et 15 octobre 2005  | 8 et 15 octobre 2005 | 8 et 15 octobre 2005 | 8 et 15 octobre 2005 |                     |                     | 20 et 26 avril 2006 | 20 et 26 avril 2006 | 20 et 26 avril 2006 | 20 et 26 avril 2006 |  |  | 20 et 27 mai 2006 | 20 et 27 mai 2006 | 20 et 27 mai 2006 | 20 et 27 mai 2006 |
|  | 2e Gr. B              | Arsenal LFC          | 1                    | 1                    |                     |                     | 20 et 26 avril 2006 | 20 et 26 avril 2006 | 20 et 26 avril 2006 | 20 et 26 avril 2006 |  |  | 20 et 27 mai 2006 | 20 et 27 mai 2006 | 20 et 27 mai 2006 | 20 et 27 mai 2006 |
|  | 2e Gr. B              | Arsenal LFC          | 1                    | 1                    |                     |                     | 20 et 26 avril 2006 | 20 et 26 avril 2006 | 20 et 26 avril 2006 | 20 et 26 avril 2006 |  |  | 20 et 27 mai 2006 | 20 et 27 mai 2006 | 20 et 27 mai 2006 | 20 et 27 mai 2006 |
|  | 1er Gr. A             | FFC Francfort        | 1                    | 3                    |                     |                     | 20 et 26 avril 2006 | 20 et 26 avril 2006 | 20 et 26 avril 2006 | 20 et 26 avril 2006 |  |  | 20 et 27 mai 2006 | 20 et 27 mai 2006 | 20 et 27 mai 2006 | 20 et 27 mai 2006 |
|  | 1er Gr. A             | FFC Francfort        | 1                    | 3                    | FFC Francfort       | FFC Francfort       | 0                   | 3                   |                     |                     |  |  | 20 et 27 mai 2006 | 20 et 27 mai 2006 | 20 et 27 mai 2006 | 20 et 27 mai 2006 |
|  | 8 et 16 octobre 2005  |                      |                      |                      | FFC Francfort       | FFC Francfort       | 0                   | 3                   |                     |                     |  |  | 20 et 27 mai 2006 | 20 et 27 mai 2006 | 20 et 27 mai 2006 | 20 et 27 mai 2006 |
|  |                       |                      | Montpellier HSC      | Montpellier HSC      | 1                   | 2                   |                     |                     |                     |                     |  |  | 20 et 27 mai 2006 | 20 et 27 mai 2006 | 20 et 27 mai 2006 | 20 et 27 mai 2006 |
|  | 2e Gr. C              | Montpellier HSC      | Montpellier HSC      | Montpellier HSC      | 1                   | 2                   | 3                   | 3                   |                     |                     |  |  | 20 et 27 mai 2006 | 20 et 27 mai 2006 | 20 et 27 mai 2006 | 20 et 27 mai 2006 |
|  | 2e Gr. C              | Montpellier HSC      | 20 et 27 avril 2006  |                      |                     |                     | 3                   | 3                   |                     |                     |  |  | 20 et 27 mai 2006 | 20 et 27 mai 2006 | 20 et 27 mai 2006 | 20 et 27 mai 2006 |
|  | 1er Gr. B             | Brøndby IF           | 0                    | 1                    |                     |                     |                     |                     |                     |                     |  |  | 20 et 27 mai 2006 | 20 et 27 mai 2006 | 20 et 27 mai 2006 | 20 et 27 mai 2006 |
|  | 1er Gr. B             | Brøndby IF           | 0                    | 1                    | FFC Francfort       | FFC Francfort       | 4                   | 3                   |                     |                     |  |  |                   |                   |                   |                   |
|  | 9 et 16 octobre 2005  |                      |                      |                      | FFC Francfort       | FFC Francfort       | 4                   | 3                   |                     |                     |  |  |                   |                   |                   |                   |
|  |                       |                      | FFC Turbine Potsdam  | FFC Turbine Potsdam  | 0                   | 2                   |                     |                     |                     |                     |  |  |                   |                   |                   |                   |
|  | 2e Gr. D              | Valur Reykjavik      | FFC Turbine Potsdam  | FFC Turbine Potsdam  | 0                   | 2                   | 1                   | 1                   |                     |                     |  |  |                   |                   |                   |                   |
|  | 2e Gr. D              | Valur Reykjavik      |                      |                      |                     |                     |                     |                     |                     |                     |  |  |                   |                   |                   |                   |
|  | 1er Gr. C             | FFC Turbine Potsdam  | 8                    | 11                   |                     |                     |                     |                     |                     |                     |  |  |                   |                   |                   |                   |
|  | 1er Gr. C             | FFC Turbine Potsdam  | 8                    | 11                   | FFC Turbine Potsdam | FFC Turbine Potsdam | 2                   | 5                   |                     |                     |  |  |                   |                   |                   |                   |
|  | 11 et 19 octobre 2005 |                      |                      |                      | FFC Turbine Potsdam | FFC Turbine Potsdam | 2                   | 5                   |                     |                     |  |  |                   |                   |                   |                   |
|  |                       |                      | Djurgården/Älvsjö    | Djurgården/Älvsjö    | 3                   | 2                   |                     |                     |                     |                     |  |  |                   |                   |                   |                   |
|  | 2e Gr. A              | AC Sparta Prague     | Djurgården/Älvsjö    | Djurgården/Älvsjö    | 3                   | 2                   | 0                   | 0                   |                     |                     |  |  |                   |                   |                   |                   |
|  | 2e Gr. A              | AC Sparta Prague     |                      |                      |                     |                     |                     | 0                   |                     |                     |  |  |                   |                   |                   |                   |
|  | 1er Gr. D             | Djurgården/Älvsjö    | 2                    | 0                    |                     |                     |                     |                     |                     |                     |  |  |                   |                   |                   |                   |
|  | 1er Gr. D             | Djurgården/Älvsjö    | 2                    | 0                    |                     |                     |                     |                     |                     |                     |  |  |                   |                   |                   |                   |
|  |                       |                      |                      |                      |                     |                     |                     |                     |                     |                     |  |  |                   |                   |                   |                   |

### Quarts de finale
| Pays | Club             | Aller | Retour | Club                | Pays |
| ---- | ---------------- | ----- | ------ | ------------------- | ---- |
|      | Arsenal LFC      | 1-1   | 1-3    | FFC Francfort       |      |
|      | Montpellier HSC  | 3-0   | 3-1    | Brøndby IF          |      |
|      | Valur Reykjavik  | 1-8   | 1-11   | FFC Turbine Potsdam |      |
|      | AC Sparta Prague | 0-2   | 0-0    | Djurgården/Älvsjö   |      |

### Demi-finales
| Pays | Club                | Aller | Retour | Club              | Pays |
| ---- | ------------------- | ----- | ------ | ----------------- | ---- |
|      | FFC Francfort       | 0-1   | 3-2    | Montpellier HSC   |      |
|      | FFC Turbine Potsdam | 2-3   | 5-2    | Djurgården/Älvsjö |      |

### Finale
| Match aller               | FFC Turbine Potsdam      | 0 – 4 | FFC Francfort                                                                      | Karl-Liebknecht-Stadion, Potsdam            |                                             |
| 20 mai 2006 16 h 00 (CET) |                          |       | Renate Lingor 7e · Sandra Albertz 64e · Kerstin Garefrekes 77e · Renate Lingor 84e | Spectateurs : 4 431 Arbitrage : Eva Oedlund | Spectateurs : 4 431 Arbitrage : Eva Oedlund |
| 20 mai 2006 16 h 00 (CET) | rapport =rp.html Rapport |       |                                                                                    | Spectateurs : 4 431 Arbitrage : Eva Oedlund | Spectateurs : 4 431 Arbitrage : Eva Oedlund |

| G              | 25 | Nadine Angerer     |   |    |     |
| D              | 5  | Babett Peter       |   |    |     |
| D              | 8  | Inken Becher       |   |    |     |
| D              | 17 | Ariane Hingst      |   |    |     |
| D              | 21 | Peggy Kuznik       |   |    |     |
| M              | 4  | Britta Carlson     | 0 |    | 83e |
| M              | 6  | Navina Omilade     | 0 | 4e | 60e |
| M              | 14 | Jennifer Zietz     |   |    |     |
| A              | 9  | Conny Pohlers      |   |    |     |
| A              | 20 | Petra Wimbersky    |   |    |     |
| A              | 31 | Anja Mittag        |   |    |     |
| Remplaçantes : |    |                    |   |    |     |
| A              | 12 | Isabel Kerschowski | 0 |    | 60e |
| M              | 19 | Cristiane          | 0 |    | 83e |
| Entraîneur :   |    |                    |   |    |     |
| Bernd Schröder |    |                    |   |    |     |

| G                 | 24 | Ursula Holl        |   |     |     |
| D                 | 3  | Louise Hansen      |   |     |     |
| D                 | 4  | Nia Künzer         |   |     |     |
| D                 | 8  | Tina Wunderlich    | 0 | 49e | 81e |
| D                 | 22 | Steffi Jones       |   |     |     |
| M                 | 9  | Birgit Prinz       | 0 |     | 90e |
| M                 | 10 | Renate Lingor      |   |     |     |
| M                 | 11 | Katrin Kliehm      |   |     |     |
| M                 | 21 | Sandra Albertz     | 0 |     | 65e |
| A                 | 18 | Kerstin Garefrekes |   |     |     |
| A                 | 28 | Sandra Smisek      |   |     |     |
| Remplaçantes :    |    |                    |   |     |     |
| M                 | 12 | Meike Weber        | 0 |     | 81e |
| A                 | 20 | Patricia Barucha   | 0 |     | 90e |
| D                 | 25 | Saskia Bartusiak   | 0 |     | 65e |
| Entraîneur :      |    |                    |   |     |     |
| Jürgen Tritschoks |    |                    |   |     |     |

| Match retour              | FFC Francfort                                                     | 3 – 2 | FFC Turbine Potsdam                  | Stade Bornheimer Hang, Francfort-sur-le-Main    |                                                 |
| 27 mai 2006 14 h 15 (CET) | Stephanie Jones 23e · Renate Lingor 72e (pen.) · Birgit Prinz 90e |       | Conny Pohlers 8e · Conny Pohlers 35e | Spectateurs : 13 200 Arbitrage : Dagmar Damkova | Spectateurs : 13 200 Arbitrage : Dagmar Damkova |
| 27 mai 2006 14 h 15 (CET) | rapport =rp.html Report                                           |       |                                      | Spectateurs : 13 200 Arbitrage : Dagmar Damkova | Spectateurs : 13 200 Arbitrage : Dagmar Damkova |

| G                 | 24 | Ursula Holl        |   |  |     |
| D                 | 3  | Louise Hansen      |   |  |     |
| D                 | 4  | Nia Künzer         |   |  |     |
| D                 | 8  | Tina Wunderlich    |   |  |     |
| D                 | 22 | Steffi Jones       |   |  |     |
| M                 | 9  | Birgit Prinz       |   |  |     |
| M                 | 10 | Renate Lingor      |   |  |     |
| M                 | 11 | Katrin Kliehm      |   |  |     |
| M                 | 21 | Sandra Albertz     | 0 |  | 88e |
| A                 | 18 | Kerstin Garefrekes |   |  |     |
| A                 | 28 | Sandra Smisek      | 0 |  | 88e |
| Remplaçantes :    |    |                    |   |  |     |
| M                 | 12 | Meike Weber        | 0 |  | 88e |
| A                 | 20 | Patricia Barucha   | 0 |  | 88e |
| Entraîneur :      |    |                    |   |  |     |
| Jürgen Tritschoks |    |                    |   |  |     |

| G              | 25 | Nadine Angerer |   |     |     |
| D              | 5  | Babett Peter   | 0 | 60e |     |
| D              | 8  | Inken Becher   | 0 |     | 46e |
| D              | 17 | Ariane Hingst  |   |     |     |
| D              | 21 | Peggy Kuznik   |   |     |     |
| M              | 4  | Britta Carlson | 0 |     | 46e |
| M              | 6  | Navina Omilade |   |     |     |
| M              | 14 | Jennifer Zietz | 0 | 6e  |     |
| A              | 9  | Conny Pohlers  |   |     |     |
| A              | 20 | P. Wimbersky   | 0 |     | 79e |
| A              | 31 | Anja Mittag    |   |     |     |
| Remplaçantes : |    |                |   |     |     |
| D              | 3  | M. Kerschowski | 0 |     | 79e |
| A              | 12 | I. Kerschowski | 0 |     | 46e |
| M              | 19 | Cristiane      | 0 | 69e | 46e |
| Entraîneur :   |    |                |   |     |     |
| Bernd Schröder |    |                |   |     |     |

| Champion d'Europe 2006     |
| -------------------------- |
| Drapeau de l'Allemagne     |
| FFC Francfort Second Titre |

## Statistiques
| Rang | Joueuse       | Équipe              | Buts |
| ---- | ------------- | ------------------- | ---- |
| 1    | Conny Pohlers | FFC Turbine Potsdam | 8    |
| 2    | Anja Mittag   | FFC Turbine Potsdam | 6    |
| 3    | Renate Lingor | FFC Francfort       | 5    |